# Hongaarse parlementsverkiezingen 2014
De Hongaarse parlementsverkiezingen 2014 vonden plaats op zondag 6 april. Het waren de eerste verkiezingen onder de nieuwe grondwet van Hongarije die op 1 januari 2012 van kracht werd. De verkiezingen hebben in tegenstelling tot het oude stelsel maar een ronde en er worden 199 parlementsleden voor het Hongaars parlement gekozen in plaats van de 386 die er voorheen waren. 106 leden worden gekozen middels het districtenstelsel, 93 via de landelijke kieslijsten.

## Achtergrond
In 2010 kwam Fidesz-KDNP (Hongaarse Burgerunie) met twee derde van de stemmen aan de macht. De partij begon vrijwel meteen met het opstellen van een nieuwe grondwet. Op 18 april 2011 werd deze aangenomen  door 262 stemmen voor en 44 tegen. De MSZP (Hongaarse Socialistische Partij) en Politiek Kan Anders (Lehet Más a Politika) onthielden zich van stemming. President Pál Schmitt ondertekende de wet en daarmee werd deze op 1 januari 2012 van kracht. De nieuwe kieswet werd parallel aan de nieuwe grondwet op 23 december 2011 aangenomen door het parlement.

## Het nieuwe kiesstelsel
- De verkiezingen bestaan uit een ronde (voorheen twee ronden)
- Er is geen 50% score meer voor de eerste en 25% voor de tweede ronde vereist in de districten
- 199 zetels (in plaats van 386)
- 106 via districten (was 210)
- 93 via landelijke lijst (was 176)
- Kiesdrempel van 5%
- Minderheden kunnen een eigen lijst opstellen en zijn uitgezonderd van de kiesdrempel.
- Hongaarse minderheden in het buitenland mogen indien zij beschikken over een Hongaars paspoort stemmen op de landelijke lijsten.

## Verkiezingsresultaten

Schematische weergave van het verkiezingsresultaat

Aantal verwerkte stemmen:  99,82% (2014.04.12. 20:29)
Eerste 10 partijen.
| Partij                                                                                  | Percentage | Aantal stemmen    |
| --------------------------------------------------------------------------------------- | ---------- | ----------------- |
| Fidesz-KDNP                                                                             | 45,09%     | 2 251 162 stemmen |
| Eenheid (MSzP-Együtt-DK-PM-MLP)                                                         | 25,69%     | 1 282 337 stemmen |
| Jobbik - Beweging voor een Betere/Rechtsere Hongarije (Jobbik Magyarországért Mozgalom) | 20,27%     | 1 011 990 stemmen |
| Andere Politiek Is Mogelijk (Lehet Más a Politika)                                      | 5,33%      | 265 891 stemmen   |
| Arbeidspartij (Múnkáspárt)                                                              | 0,56%      | 28 176 stemmen    |
| Het Thuisland is Niet Te Koop Bewegingspartij (A Haza Nem Eladó Mozgalom Párt)          | 0,47%      | 23 286 stemmen    |
| Alliantie van Maria Seres (Seres Mária Szövetségesei)                                   | 0,44%      | 21 994 stemmen    |
| Groene Partij (Zöldek Pártja)                                                           | 0,37%      | 18 403 stemmen    |
| Sociaaldemocratische Hongaarse Burgerpartij (Szociáldemokraták Magyar Polgári Pártja)   | 0,30%      | 14 977 stemmen    |

### Zetelverdeling op basis van de verkiezingsuitslag
| bron: választás.hu              | Kiesdistricten | %      | Landelijke lijst | %      | Totaal | %      |
| ------------------------------- | -------------- | ------ | ---------------- | ------ | ------ | ------ |
| Fidesz-KDNP                     | 96             | 90,57% | 37               | 39,78% | 133    | 66,83% |
| Eenheid (MSzP-Együtt-DK-PM-MLP) | 10             | 9,43%  | 28               | 30,11% | 38     | 19,10% |
| Jobbik                          | 0              | 0%     | 23               | 24,73% | 23     | 11,56% |
| Andere Politiek Is Mogelijk     | 0              | 0%     | 5                | 5,38%  | 5      | 2,51%  |
| Totaal                          | 106            | 100%   | 93               | 100%   | 199    | 100%   |

## Zetelverdeling 2010-2014
- Fidesz -(partijleider: Viktor Orbán) (263 zetels, waarvan 36 namens de KDNP)
- Christendemocratische Volkspartij of KDNP (Zsolt Semjén) (in lijstverbinding met Fidesz)
- Hongaarse Socialistische Partij of MSZP (Attila Mesterházy) (49 zetels)
- Beweging voor een beter Hongarije of Jobbik (Gábor Vona) (47 zetels)
- Democratische Coalitie of DK (Ferenc Gyurcsány) (10 zetels)
- Dialoog voor Hongarije of PM (Benedek Jávor) (8 zetels)
- Politiek Kan Anders of LMP (András Schiffer) (7 zetels)
- onafhankelijk (2 zetels)